# Smells Like Bleach: A Punk Tribute to Nirvana
Smells Like Bleach: A Punk Tribute — триб'ют-альбом, присвячений американському рок-гурту Nirvana, що вийшов 2000 року.

## Склад альбому
Smells Like Bleach став першим офіційним триб'ют-альбомом сіетлського гурту Nirvana. Відомі пісні виконали панк-рокові колективи, тим самим нагадавши про походження Nirvana, які на початку кар'єри були ближчими до андеграундного руху, аніж до мейнстриму. Деякі з пісень були пришвидшеними та більш прямолінійними версіями відомих хітів, але частина з них була, навпаки, уповільнена (наприклад «Negative Creep» та «Scentless Apprentice»). Серед гуртів, що відзначились на збірці — Flipper, D.O.A., Agent Orange, Vice Squad, U.K. Subs, а також Ді Ді Рамон з Ramones. Анотацію до альбому написав письменник та музичний критик Дейв Томпсон, автор присвяченої Курту Кобейну книги Never Fade Away: The Kurt Cobain Story, що вийшла в 1994 році.

## Критичні відгуки
На сайті Entertainment Weekly платівка отримала оцінку «B-» («майже добре, з недоліками, але варте прослуховування»). Іван Серпік відзначив, що на альбомі можна зустріти як піонерів панку (Agent Orange), так і послідовників (I.C.U.), але жодні з них не в змозі відтворити «пристрасть і хаос, які змінили обличчя музики».
В музичному каталозі AllMusic альбом оцінили на дві з половиною зірки з п'яти. На думку Майка Егенталя, Smells Like Bleach лише підкреслював геніальність Nirvana, які змогли зберегти енергію хардкор-панку, але уповільнити його пісні для кращого сприйняття.

## Список композицій
| #   | Назва                     | Виконавець     | Тривалість |
| --- | ------------------------- | -------------- | ---------- |
| 1.  | «Come As You Are»         | Vibrators      | 3:51       |
| 2.  | «Smells Like Teen Spirit» | Blanks 77      | 3:33       |
| 3.  | «Stay Away»               | UK Subs        | 2:49       |
| 4.  | «Serve The Servants»      | Agent Orange   | 2:23       |
| 5.  | «Breed»                   | Total Chaos    | 2:57       |
| 6.  | «Negative Creep»          | Ді Ді Рамон    | 2:53       |
| 7.  | «Territorial Pissings»    | Rosetta Stone  | 2:54       |
| 8.  | «Lithium»                 | Vice Squad     | 4:11       |
| 9.  | «Something In The Way»    | Burning Brides | 2:58       |
| 10. | «Scentless Apprentice»    | Flipper        | 4:10       |
| 11. | «All Apologies»           | DOA            | 3:07       |
| 12. | «Aneurysm»                | Dr. Know       | 4:34       |
| 13. | «On A Plain»              | I.C.U.         | 3:39       |